# Lac Waiʻau
Le lac Waiʻau est un lac de cratère situé à 3 970 m d'altitude dans le fond du cône volcanique Puʻu Waiʻau, au sommet du Mauna Kea, sur l'île d'Hawaï dans l'État du même nom. Il constitue le septième plus haut lac des États-Unis et le plus haut du bassin pacifique. Il fait environ 100 mètres de diamètre mais varie en fonction des précipitations. Lorsque le niveau du lac augmente, un petit émissaire se forme à son extrémité septentrionale mais celui-ci est absorbé dans le sol au bout de quelques dizaines de mètres. Son nom signifie « eau tourbillonnante » en hawaïen, bien qu'il soit généralement peu agité. Il est fréquemment gelé en hiver mais des insectes aquatiques peuvent se trouver dans ses environs.

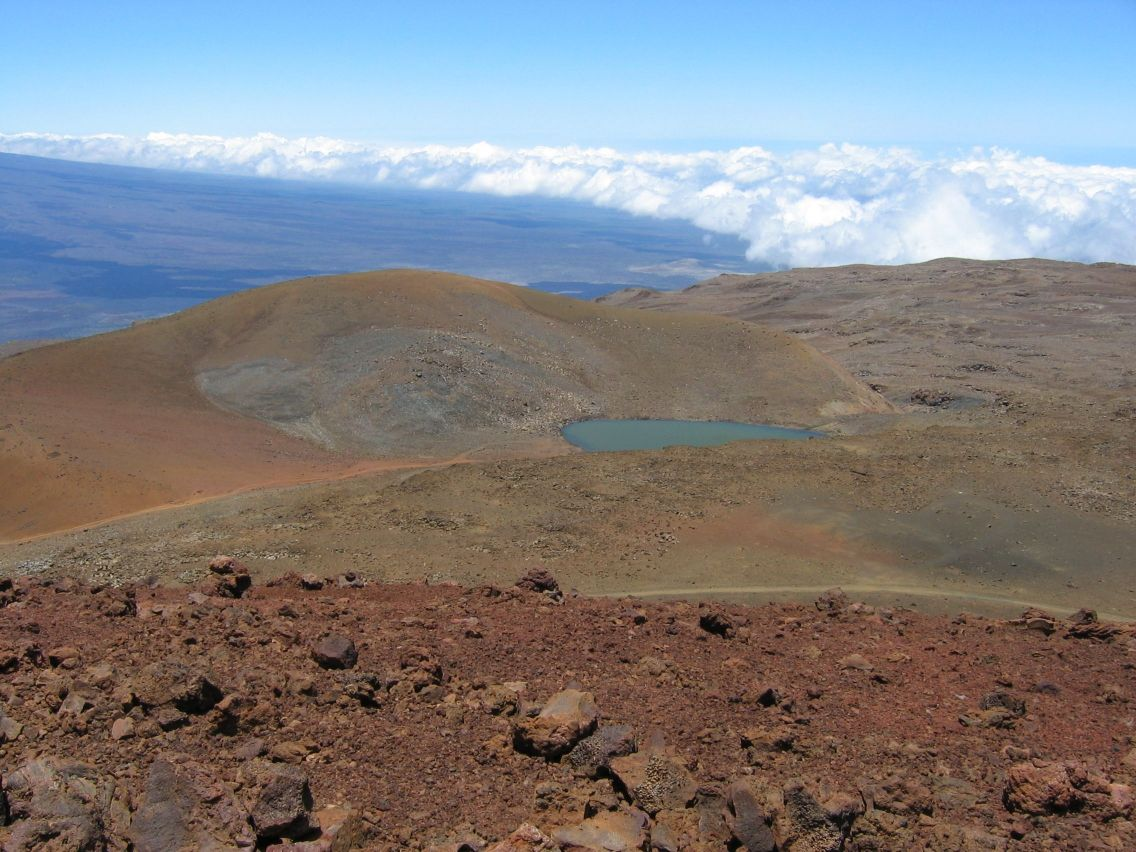
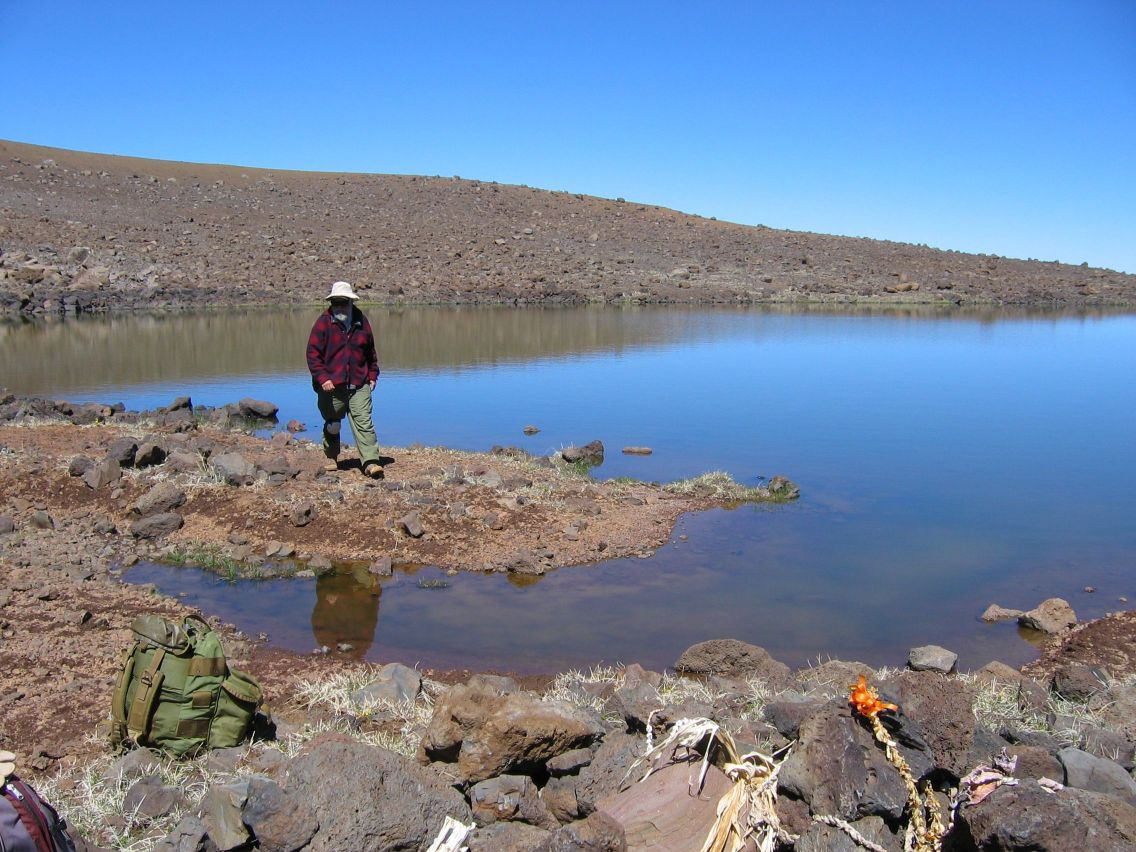
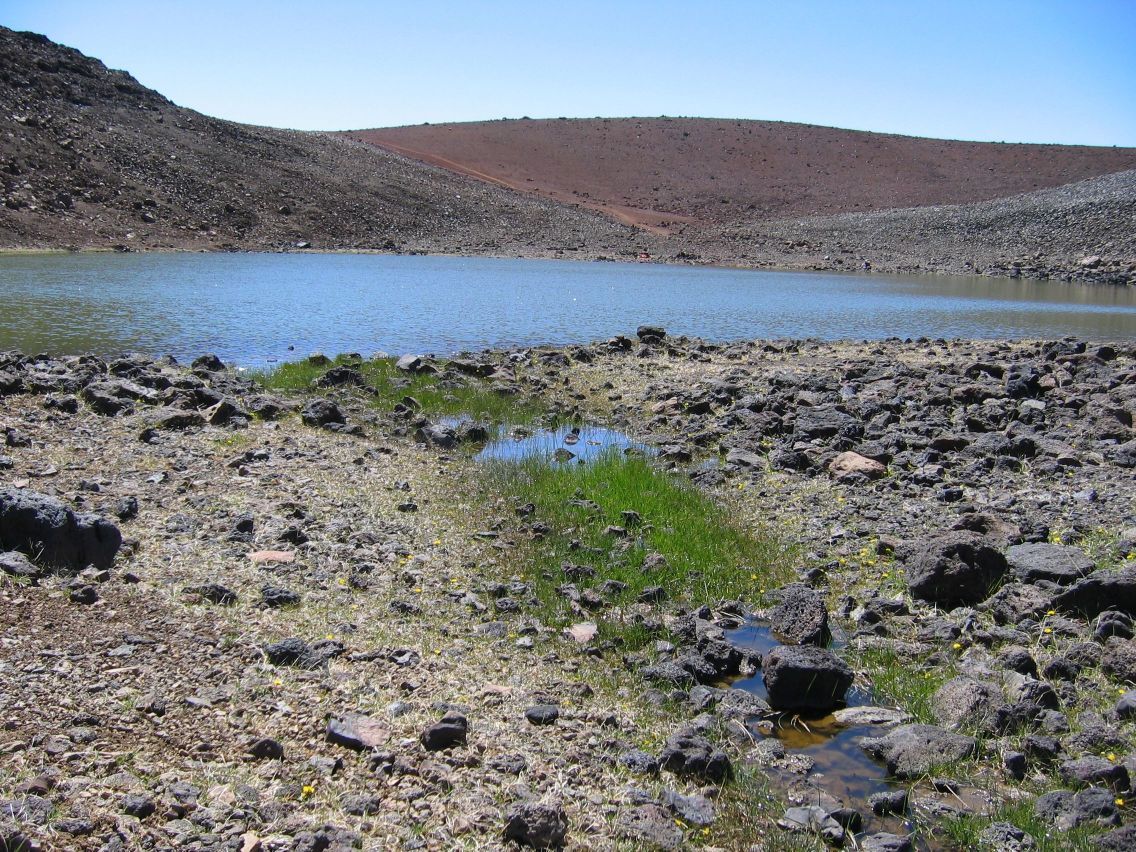